# Солдатское (Сумская область)
Солдатское (укр. Солдатське) — село,
Солдатский сельский совет,
Великописаревский район,
Сумская область,
Украина.
Код КОАТУУ — 5921284801. Население по переписи 2001 года составляло 743 человека.
Является административным центром Солдатского сельского совета, в который, кроме того, входит село
Крамчанка.

## Географическое положение
Село Солдатское находится на левом берегу реки Ворсклица,
выше по течению на расстоянии в 2 км расположено село Крамчанка,
ниже по течению на расстоянии в 4,5 км расположено село Катанское,
на противоположном берегу — село Ницаха (Тростянецкий район).
Река в этом месте извилистая, образует лиманы, старицы и заболоченные озёра.

## История
- 1719 — дата основания.

## Экономика
- «Солдатское», ЧП.

## Объекты социальной сферы
- Детский сад.
- Школа.
- Фельдшерско-акушерский пункт.